# Playa Lagun
Playa Lagun (a veces escrito Lagoen) Es una playa en la isla de Curazao un territorio con estatus de autonomía dentro del Reino de los Países Bajos en el sur del Mar Caribe. La playa está ubicada cerca del pueblo de Lagun en el noroeste de la isla. El lugar se encuentra en una pequeña bahía . Alrededor de la bahía, existe un complejo de apartamentos que ha sido construido en los últimos años. La playa se utiliza como punto de partida para el snorkeling . Hay un bar de aperitivos y también un restaurante y diveschool (escuela de buceo).